# Radiodiffusion-Télévision du Burkina
Radiodiffusion-Télévision du Burkina, nota anche con l'acronimo RTB, è l'ente radiotelevisivo pubblico del Burkina Faso. Trasmette dalla capitale Ouagadougou in francese.

## Storia

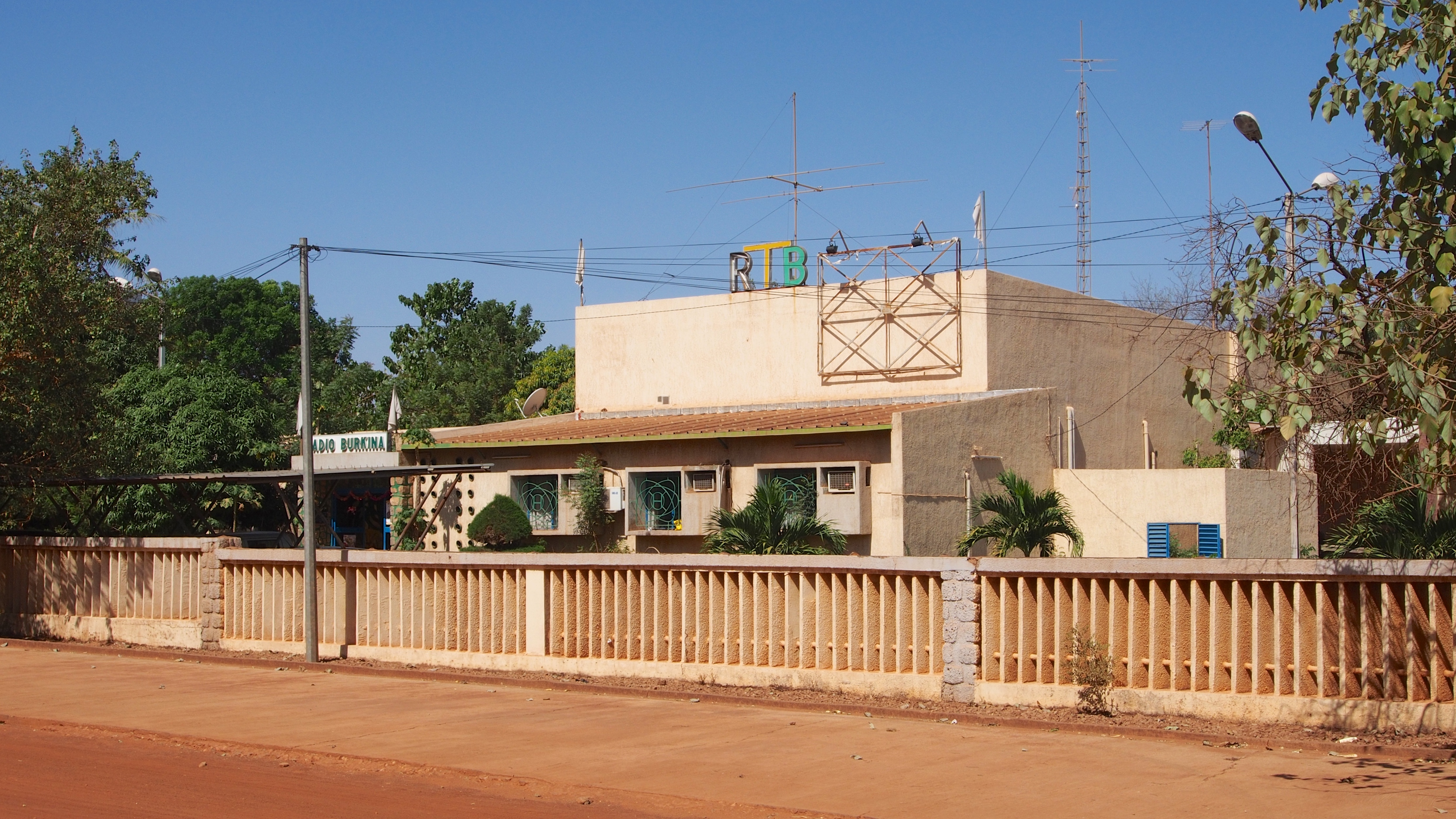
Sede di Radio Burkina nella capitale Ouagadougou.

In Burkina Faso la radio iniziò a trasmettere nel 1959 con il nome di "Radio Haute-Volta", quando il Paese si chiamava ancora Alto Volta ed era una colonia francese che si avviava verso la propria indipendenza. Nel 1961, dopo la dichiarazione ufficiale di indipendenza, i suoi studi furono stabilti nella sede attuale a Ouagadougou.
Nel 1962 fu creato Volta-Vision, il primo canale di televisione pubblica, le cui trasmissioni effettive si avviarono il 5 agosto 1963. Volta-Vision fu la primissima televisione pubblica dell'Africa francofona.
Nel 1984 il Presidente della Repubblica Thomas Sankara, tramite decreto, cambiò il nome dell'Alto Volta in "Burkina Faso", che significa "la terra degli uomini integri" nelle lingue more e bambara, e la radio e la televisione pubblica adeguarono le proprie denominazioni.
Nel 1999 la Radiodiffusion Nationale du Burkina (RNB) e la Télévision Nationale du Burkina (TNB) furono riformate nel loro statuto e nella loro struttura e riunite nell'unico ente statale della Radiodiffusion-Télévision du Burkina (RTB).
Durante l'insurrezione del 2014 i manifestanti presero d'assalto l'edificio della RTB, si impadronirono delle apparecchiature tecniche e fermarono tutte le trasmissioni.
Nel febbraio 2020 un'antenna radio installata a Batié permise di raggiungere la provincia di Noumbiel, che poté per la prima volta ricevere il segnale come il resto del Paese..
Durante il colpo di Stato del gennaio 2022 i soldati ribelli dichiararono sulla TV di RTB che la giunta militare di Paul-Henri Sandaogo Damiba e del suo Movimento Patriottico per la Salvaguardia e la Restaurazione avevano preso controllo del Burkina Faso.
Lo stesso anno, otto mesi dopo, la TV di RTB sospese le trasmissioni per alcune ore, finché un gruppo di soldati, guidati da Ibrahim Traoré, annunciò la caduta di Damiba a causa della sua incapacità di gestire il jihādismo nel Paese; annunciarono anche un coprifuoco, la sospensione di tutte le attività politiche, della società civile e della Costituzione, e chiusero tutti i confini terrestri e gli spazi aerei.

## Servizi

### Televisione
| Nome       | Sede                        | Тipo        | Lancio                | Lingua   |
| ---------- | --------------------------- | ----------- | --------------------- | -------- |
| RTB Télé   | Ouagadougou                 | generalista | 1962                  | francese |
| RTB 2      | network di canali regionali | generalista |                       | francese |
| RTB 3      | Ouagadougou                 | generalista |                       | francese |
| RTB Zenith | Ouagadougou                 | generalista | programmi per giovani | francese |

Canali regionali di RTB2
- RTB2 Hauts bassins, canale regionale della regione di Bobo-dioulasso;
- RTB2 Centre, canale regionale della regione di Ouagadougou;
- RTB2 Est, canale regionale della regione di Fada N'Gourma;
- RTB2 Sud Ouest, canale regionale della regione di Gaoua;
- RTB2 Sahel, canale regionale della regione di Dori;
- RTB2 Centre-Nord, canale regionale della regione di Kaya;
- RTB2 Centre Est, canale regionale della regione di Tenkodogo.

### Radio
| Nome                    | Sede                                                          | Тipo                     | Lancio | Lingua   |
| ----------------------- | ------------------------------------------------------------- | ------------------------ | ------ | -------- |
| RTB Radio 1             | Ouagadougou                                                   | generalista              | 1959   | francese |
| RTB Radio 2             | Ouagadougou                                                   | generalista              |        | francese |
| Radio Canal Arc-en-Ciel | Ouagadougou, trasmette nell'area metropolitana di Ouagadougou | intrattenimento, cultura |        | francese |
| Radio Bobo              | stazione regionale, trasmette nella regione di Bobo-Dioulasso | generalista              |        | francese |
| Radio Gaoua             | stazione regionale, trasmette nella regione di Gaoua          | generalista              |        | francese |

Stazioni radio rurale (antenne locali comunitarie)
- Radio Diapaga
- Radio Djibasso
- Radio Gassan
- Radio Kongoussi
- Radio Orodara
- Radio Poura

## Ricezione

### Terrestre
La televisione di Radiodiffusion-Télévision du Burkina trasmette in standard DVB-T; la radio trasmette in AM e in FM.

### Satellite[10]
| Satellite          | Eutelsat 16A       | Eutelsat 9B        | SES 5   | Eutelsat 3B                                        | SES 4                                 |
| Posizione orbitale | 16.0° E            | 9.0° E             | 5.0° E  | 3.1° E                                             | 22.0° W                               |
| Canali             | RTB 1, RTB Radio 1 | RTB 1, RTB Radio 1 | RTB 1   | RTB 1, RTB 3, RTB Zenith, RTB Radio 1, RTB Radio 2 | RTB 1, RTB 3, RTB Zenith, RTB Radio 1 |
| Frequenza          | 11804 H            | 11900 H            | 11766 H | 3729 L                                             | 11551 V                               |
| SR                 | 30000              | 27500              | 27500   | 16833                                              | 45000                                 |
| FEC                | 2/3                | 2/3                | 3/4     | 3/5                                                | 3/4                                   |
| Modulazione        | 8PSK               | 8PSK               | QPSK    | 8PSK                                               | QPSK                                  |

### Streaming
Radiodiffusion-Télévision du Burkina in streaming

## Programmi
- Journal télévisé de 13H15
- Journal télévisé de 20H00
- Journal télévisé de 22H15
- Ça se passé à la télé
- Reemdogo
- Cocktail
- Des mots et des math